# Публий Корнелий Сципион (авгур)
Вижте пояснителната страница за други личности с името Публий Корнелий Сципион.
Публий Корнелий Сципион (на латински: Publius Cornelius Scipio) e свещеник, ретор и историк.
Произлиза от клона Сципион на фамилията Корнелии и е най-възрастният син на Сципион Африкански и Емилия Паула. Брат е на Корнелия Африканска Старша, Корнелия Африканска Младша и Луций Корнелий Сципион (претор 174 пр.н.е.).
По телесни причини не започва военна и политическа кариера. През 180 пр.н.е. става авгур. Освен това пише речи и едно гръцко историческо произведение, което не е запазено.
Преди 168 пр.н.е. осиновява Публий Корнелий Сципион Емилиан Африкански (консул 147 пр.н.е.), по-малкият син на Луций Емилий Павел Македоник (брат на майка му), завоювателят на Македония, който приема неговото име.